# Celeophracta
Celeophracta is een geslacht van vlinders van de familie sikkelmotten (Oecophoridae), uit de onderfamilie Oecophorinae.

## Soorten
- C. corusca Turner, 1935
- C. hyperphana Turner, 1935